# Milonice u Lipůvky
Milonice (deutsch Milonitz, früher Millonitz, älter auch Pflaumendörfl) ist eine Gemeinde in Tschechien. Sie liegt sechs Kilometer westlich von Blansko und gehört zum Okres Blansko.

## Geographie

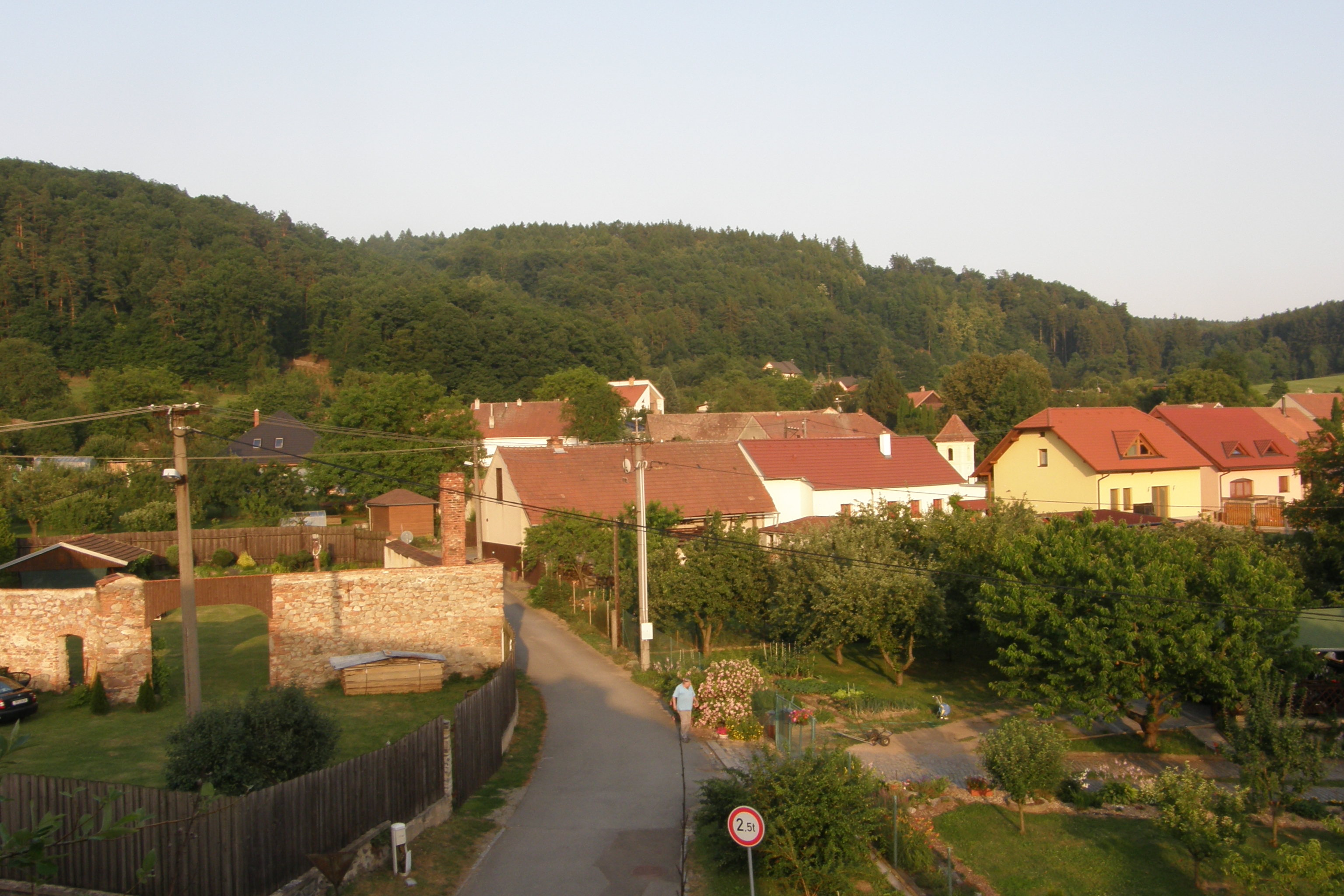
Milonice (Ortsansicht)

Milonice befindet sich im Tal des Baches Lažánka in der Boskowitzer Furche. Nordöstlich erhebt sich der Jedle (561 m), im Osten der U Krbu (544 m) und Bukovec (596 m), südlich die Společná hora (429 m) und im Westen die Brlůžky (438 m). Am nordwestlichen Ortsrand verläuft die Staatsstraße I/43/E 461.
Nachbarorte sind Závist im Norden, Spešov und Dolní Lhota im Nordosten, Hluchov, Blansko und Hořice im Osten, Olešná und Šebrov-Kateřina im Südosten, Svinošice und Lipůvka im Süden, Lažany, Nuzířov und Skalička im Südwesten, Újezd u Černé Hory im Westen sowie Klučeniny und Malá Lhota im Nordwesten.

## Geschichte
Milonice entstand am alten Strenitzer Steig, der einen Teil der Königsstraße von Wien über Brünn nach Prag bildete. Die erste schriftliche Erwähnung des Dorfes erfolgte im Jahre 1358, als die Herren von Boskowitz ihren Anteil von Milonice der Herrschaft Černá Hora zuschlugen. Ein weiterer Anteil gehörte zur Feste, die sich in der Mitte des Dorfes am Platz Na valech befand. 1364 ist der Vladike Jurek von Milonice nachweisbar, er war der einzige, der dieses Prädikat benützte. 1771 kaufte František Tesař beim Besitzer der Herrschaft Černá Hora, Heinrich Josef von Auersperg, eine Hube Land vom Frondienst frei. Daraus entstand im Laufe der Zeit das Großgut Milonice. Bis zur Mitte des 19. Jahrhunderts blieb der größte Teil von Milonice zur Herrschaft Černá Hora untertänig.
Nach der Aufhebung der Patrimonialherrschaften bildete Milonice ab 1850 eine Gemeinde in der Bezirkshauptmannschaft Boskovice.
1948 wurde die Gemeinde dem Okres Blansko zugeordnet. Mit Beginn des Jahres 1961 wurde Milonice mit Závist zu einer Gemeinde Milonice-Závist vereinigt. Diese löste sich zum 1. Januar 1992 wieder auf.

## Gemeindegliederung
Für die Gemeinde Milonice sind keine Ortsteile ausgewiesen.

## Sehenswürdigkeiten
- Kapelle
- Gedenkstein mit Relief eines lateinischen Kreuzes und lateinischer Minuskelschrift, er hat eine Abmessung von 1,50 × 0,74 × 0,16 m und steht im Wald Brlohy am alten Strenitzer Steig
- Gut Milonice, das 1771 von František Tesař gegründete Freigut wurde 1937 neugestaltet. Nach der Konfiskation im Jahre 1945 und Verstaatlichung diente es als Sitz des örtlichen Nationalausschusses und Gesundheitszentrum sowie der landwirtschaftlichen Produktionsgenossenschaft. In der zweiten Hälfte des 20. Jahrhunderts verkam das Objekt. Wegen seiner Größe und Bauweise wurde es von der Denkmalbehörde als Schloss bezeichnet. Im Herbst 2005 war es größtenteils leerstehend.